# Liliane Susewind
Liliane Susewind ist eine Kinderbuch-Reihe von Tanya Stewner aus dem S. Fischer Verlag. Die Illustrationen sind von Eva Schöffmann-Davidov und Florentine Prechtel. Die Geschichten thematisieren den Umgang des Menschen mit Tieren. Bisher sind 27 Bände erschienen.

## Inhalt
Liliane Susewind, kurz Lilli, ist ein ungefähr zehnjähriges Mädchen und lebt mit ihrer Familie, d. h. ihrer Mutter, Großmutter väterlicherseits und ihrem Vater, und ihrem Hund Bonsai in einem Haus mit Garten. Im Nachbarhaus wohnen ihr bester Freund Jesahja und die Katzendame Frau von Schmidt. Lilli kann mit Tieren sprechen und Pflanzen zum Wachsen bringen. Ihre Freizeit verbringt Lilli am liebsten mit Jesahja im Zoo. Dort arbeitet sie als Tier-Dolmetscherin und hilft bei der Lösung verschiedener Tierprobleme.

### Bücher ab 8 Jahren
1. Liliane Susewind. Mit Elefanten spricht man nicht! (2007) – Im Ersten Buch dieser Reihe lernt Lilli das Nachbarskind Jesahja kennen, ihren Mitschüler. Lilli ist anderen Kindern gegenüber schüchtern und verschweigt das Geheimnis ihrer übersinnlichen Kräfte, um nicht ausgelacht zu werden. Auch Jesahja, ein Mädchenschwarm, hat ein Geheimnis. Er ist hochbegabt. Um nicht als Streber zu gelten, mimt er den Mittelmäßigen. Die beiden befreunden sich und tauschen ihre Geheimnisse aus. Als sie bei einem Zoobesuch mitbekommen, dass die Elefantenkuh Marta eingeschläfert werden soll, überzeugt Jesahja das Mädchen, dass nur sie dem Elefanten helfen kann.
2. Liliane Susewind. Tiger küssen keine Löwen. (2008) – Lilli arbeitet  im Zoo als Tierdolmetscherin, um verschiedene Probleme der Tiere zu lösen. Bei ihrem ersten Rundgang lernt sie den stolzen Löwen Shankar kennen. Er ist unglücklich verliebt in die Tigerin Samira aus dem Nachbarkäfig. Der Löwe kann das unerreichbare Weibchen nur durch die Gitterstäbe bewundern. Als Samira verkauft werden soll, fühlt sich auch Lilli machtlos. Ihr Freund Jesahja schmiedet einen Plan. Heimlich treffen sich Lilli und Jesahja nachts im Zoo und lassen die beiden Raubtiere frei. Und so retten die beiden alles.
3. Liliane Susewind. Delphine in Seenot. (2008) – Lilli fährt mit ihrer Familie ans Meer. Auch ihr Freund Jesahja darf sie begleiten. Lillis übersinnliche Kräfte sollen aber auf Wunsch der Mutter, die sich nach „einer normalen Familie“ sehnt, verborgen bleiben. Dann tauchen Delphine in der Nordsee auf. Der Lärm der großen Ozeandampfer hat sie von ihrem Kurs abgebracht. Der kalte Winter in der Nordsee bringt die Tiere in Lebensgefahr. Lilli setzt ihre Fähigkeiten ein, um die Delphine zu retten.
4. Liliane Susewind. Schimpansen macht man nicht zum Affen. (2009) – Im Stadtpark entdeckt Lilli einen verängstigten, abgemagerten Schimpansen. Sie spricht mit dem Tier, doch der Affe bleibt misstrauisch. Beim Versuch, ihm zu helfen, wird Lilli auf einen mysteriösen Millionär aufmerksam, der in seinem Haus exotische Tiere sammelt. Beim Versuch, dem Affen zu helfen, fühlt sich Lilli auf sich allein gestellt, denn ihr Freund Jesahja hilft ihr diesmal nicht. Doch Lilli braucht seine Hilfe diesmal mehr denn je.
5. Liliane Susewind. So springt man nicht mit Pferden um. (2009) – Sie kann gar nicht genug davon bekommen. Doch Lilli merkt schnell, dass der Reiterhof Geldsorgen hat. Außerdem ist das Springpferd Storm eigenartig feindselig und nervös. Lilli versteht sein verzweifeltes Wiehern, er wird von seinem Trainer brutal gequält. Der Hof ist verloren, wenn Storm keine Turniere mehr gewinnt. Lilli sucht nach einer Möglichkeit, dem Hengst wieder Freude am Springen zu vermitteln.
6. Liliane Susewind. Ein Panda ist kein Känguru. (2010) – Im Tierpark der Nachbarstadt wurde ein Panda-Baby von seiner Mutter verstoßen. Lilli, die mit Tieren sprechen kann, versteht, dass der kleine Bär ohne Aufzucht durch ein anderes Tier nicht überleben wird. Lilli entführt ihn, um zusammen mit den Tieren im Zoo ihrer Stadt eine Lösung zu suchen. Die einsame Kängurudame Kylie nimmt das Bärenkind auf. Doch wenn Kylie durch ihr Gehege hüpft, wird dem Panda im Beutel schlecht. Lilli sucht einen Ausweg.
7. Liliane Susewind. Rückt dem Wolf nicht auf den Pelz! (2011) – Das Mädchen Lilli ist inzwischen für ihre übersinnliche Kräfte bekannt. Als Lilli diesbezüglich in einen Wald entführt wird, soll sie exotische Pflanzen mitten im Herbst zum Wachsen bringen. Da sie mit Tieren sprechen kann, schmiedet ihr Begleiter Jesahja einen Fluchtplan, bei der die Tiere des Waldes behilflich sind. Wirklich helfen kann aber nur der Wolf Askan. Doch der ist selbst in Not, seit er sein Rudel verloren hat und überall vertrieben wird. Das Buch beschreibt die gegenseitige Hilfsbereitschaft zwischen dem Wolf und dem Mädchen.
8. Liliane Susewind. Ein kleines Reh allein im Schnee. (2012) – Lilli fährt mit ihrer Familie und Jesahja in den Skiurlaub. Auf einer Berghütte genießen sie die Ferien im verschneiten Wald. Doch dann geht eine Lawine ins Tal! Auf der Suche nach verletzten Tieren findet Lilli ein einsames Rehkitz. Es erzählt ihr, dass es seine Mutter im Schnee verloren hat. Lilli versucht, dem Reh zu helfen.
9. Liliane Susewind. Ein Pinguin will hoch hinaus. (2013) – Seit die Pinguine im Zoo eingezogen sind, hat Tierdolmetscherin Liliane Susewind alle Hände voll zu tun: Ein ganzes Gehege voller Sorgenkinder! Der kleine Brillenpinguin Yuki beschäftigt Lilli besonders: Er würde so gerne fliegen – wie ein richtiger Vogel. Aber Pinguine können nun mal nicht fliegen! Gelingt es Lilli und Jesahja, ihm trotzdem seinen Herzenswunsch zu erfüllen?
10. Liliane Susewind. Mit Freunden ist man nie allein. (2014) – Der kleine Vogel zwitschert ganz aufgeregt, er hat etwas Seltsames beobachtet! Zum Glück versteht Liliane Susewind die Sprache der Tiere: Das Pferd Merlin wird in einer Scheune im Wald gefangen gehalten. Lilli macht sich große Sorgen: Was geht da vor? Jesahja hat die rettende Idee: Sie bitten die Zootiere um Hilfe. Und so machen sich Lilli und ihre Freunde mitten in der Nacht auf den Weg zu einer spannenden Befreiungsaktion!
11. Liliane Susewind. Eine Eule steckt den Kopf nicht in den Sand. (2015) – Auf Klassenfahrt entdecken Lilli und Jesahja eine kleine Eule. Sie hat sich verirrt! Lilli will ihr helfen, ein freies Leben im Wald zu führen. Zum Glück bietet sich ein Uhu an, sie unter seine Fittiche zu nehmen. Doch da droht den Tieren noch eine viel größere Gefahr … Ob Lilli und Jesahja sie retten können?
12. Liliane Susewind. Ein Eisbär kriegt keine kalten Füße. (2016) – Liliane Susewind ist furchtbar aufgeregt: Sie soll sich um das verwaiste Eisbärenjunge Milky kümmern! Gar nicht so einfach, denn Milky ist ein wahrer Wirbelwind. Besser wäre es, wenn der alte Eisbär im Zoo ihn adoptieren würde. Doch der ist gar nicht begeistert von dem kleinen Schreihals. Und dann gerät Milky in große Gefahr! Lilli und Jesahja müssen handeln …
13. Liliane Susewind. Giraffen übersieht man nicht. (2017) – Lilli fährt mit Jesahja zu dessen Großeltern nach Namibia. Hingerissen entdeckt sie die stolzen Tiere, die in dieser faszinierenden Landschaft leben. Als sie hört, dass die Farmer die Wildtiere zum Abschuss durch Trophäenjäger freigeben, ist sie völlig entsetzt. Und als Nächstes soll ausgerechnet jene Giraffe erlegt werden, mit der Lilli sich am Morgen gerade erst angefreundet hat! Wie können Lilli und ihre Freunde das nur verhindern?
14. Liliane Susewind. Ein Seehund taucht ab. (2019) – Endlich Ferien! Lilli und ihr bester Freund Jesahja fahren an die Nordsee. Dort wurde an der Küste eine Schutzzone für Seehunde eingerichtet. Doch leider halten sich besonders die Fischer vor Ort überhaupt nicht daran. Und dann ist plötzlich ein Seehundbaby verschwunden! Lilli muss es finden. Mit dem verliebten Seevogel Lotterich und vielen anderen robbenden, trillernden und bellenden Helfern stürzt sie sich in ein aufregendes Abenteuer.

### Bücher ab 6 Jahren
1. Liliane Susewind. Ein kleiner Esel kommt groß raus (2015) – Lilli kann mit Tieren sprechen! Und das ist ein großes Glück, denn der kleine Esel Pepe braucht ihre Hilfe. Er hat auf dem Reiterhof in ihrer Nähe ein neues Zuhause gefunden, doch er benimmt sich merkwürdig. Ob Lilli ihm dabei helfen kann, seinen großen Wunsch zu erfüllen?
2. Liliane Susewind. Ein Meerschwein ist nicht gern allein (2015) – Lillis Freundin hat ein Meerschweinchen bekommen! Doch es scheint sehr traurig zu sein. Was ist nur mit ihm los? Zum Glück kann Lilli mit Tieren sprechen. So findet sie schnell heraus, was dem kleinen Meerschwein fehlt. Ob sie ihm helfen kann, wieder glücklich zu werden?
3. Liliane Susewind. Viel Gerenne um eine Henne (2016) – Lillis Hund Bonsai hat die Hühner aufgescheucht! Nun ist eine Henne verschwunden – und das ausgerechnet, als ihre Küken schlüpfen. Zum Glück kann Lilli mit Tieren sprechen. So helfen ihr bald alle Tiere des Bauernhofs bei der Suche. Ob sie die Küken und ihre Mama wieder zusammenbringen kann?
4. Liliane Susewind. Ein Nilpferd auf dem Zebrastreifen (2016) – Lilli kann mit Tieren sprechen! Und das ist gut so, denn im Zoo wird ihre Hilfe dringend gebraucht: Sie soll herausfinden, warum das kleine Nilpferd Elvis so furchtbar traurig ist. Ob sie ihm helfen kann, seinen großen Traum zu verwirklichen?
5. Liliane Susewind. Extra-Punkte für den Dalmatiner (2016) – Im Park trifft Lilli die schöne Dalmatiner-Hündin Bella. Doch warum ist sie so verängstigt? Hat ihr strenges Frauchen etwas damit zu tun? Zum Glück kann Lilli verstehen, was die Dalmatinerin sagt! So kommt sie bald auf die richtige Spur. Ob sie Bella helfen kann, wieder fröhlich zu sein?
6. Liliane Susewind. Schwarze Kater bringen Glück (2017) – Schwarze Katzen bringen Pech, sagt man. Auch der schwarze Kater Mino ist überzeugt, Unglück zu bringen. Selbst Lilli kann ihm das nicht ausreden – obwohl sie mit Tieren sprechen kann! Ob es Lilli gelingt, Mino wieder glücklich zu machen?
7. Liliane Susewind. Ein kleiner Hund mit großem Herz (2017) – Eigentlich soll Lilli nicht mit Tieren sprechen, damit sie und ihre Eltern endlich mal ungestört Urlaub machen können. Doch als sie einen kleinen weißen Hund entdeckt, der Futter aus den Mülltonnen stibitzt, kann Lilli nicht anders: Sie muss einfach mit ihm reden! Gemeinsam bestehen sie das erste von vielen Abenteuern und werden dabei dicke Freunde.
8. Liliane Susewind. Drei Waschbären sind keiner zuviel (2018) – In Lillis Dachboden sind drei Waschbären eingezogen! Lilli möchte sie am liebsten behalten. Doch die Nachbarn finden, sie machen zu viel Dreck und Lärm. Und dann beobachtet Lilli, wie ein Mann die drei Waschbären in einen Sack steckt und in sein Auto lädt! Ob es ihr gelingt, die drei niedlichen Tiere zu retten?
9. Liliane Susewind. Ein Eichhörnchen hat´s eilig (2019) – Ein Eichhörnchen hat sich an der Pfote verletzt. Dabei muss es doch ganz eilig ein Nest bauen! Und das ist noch nicht alles: Ein unheimlicher Schatten schleicht um den Baum … Zum Glück kann Lilli mit Tieren sprechen. Aber kann sie dem Eichhörnchen wirklich helfen?
10. Liliane Susewind. Ein Pony mit Flausen im Kopf (2019) – Ein Wochenende auf dem Ponyhof! Lilli und Jesahja freuen sich auf die süße Ponybande. Aber die Vierbeiner sind ganz schön dickköpfig! Besonders das kleine Pony Boss heckt immer neuen Unfug aus. Doch dann geht beim nächtlichen Äpfelklau ein Fohlen verloren. Können Lilli und ihre Freunde es wiederfinden?
11. Liliane Susewind. Ein Hase fällt nicht auf die Nase (2020) – Der kleine Hase von Lillis Freundin ist verschwunden! Ob der gemeine Torben etwas damit zu tun hat? Lilli muss der Sache auf den Grund gehen. Wie gut, dass sie mit Tieren sprechen kann! So hat sie bald viele kleine Helfer an ihrer Seite. Wird es ihnen gemeinsam gelingen, das Häschen zu finden?
12. Liliane Susewind. Ein Luchs legt los (2020) – Lilli besucht den neuen Luchs im Zoo. Katzendame Frau von Schmidt ist auch dabei. Sie und der Luchs mögen sich sofort und wollen gemeinsam ein Abenteuer erleben! Bei der ersten Gelegenheit reißen die beiden aus. Doch es wird gefährlicher, als sie dachten ... Ob Lilli sie beschützen kann?
13. Liliane Susewind. Ein Lämmchen im Wolfspelz (2021) – Im Wald beobachtet Lilli ein Lämmchen mit einem Wolf im Schlepptau! Zum Glück kann sie mit Tieren sprechen. So versteht sie schnell, dass die beiden keine Feinde sind, sondern im Gegenteil allerbeste Freunde. Doch diese Freundschaft ist in Gefahr! Ob Lilli dem ungewöhnlichen Tier-Duo helfen kann?

## Rezeption
Am 10. Mai 2018 erschien eine Verfilmung unter dem Titel Liliane Susewind – Ein tierisches Abenteuer mit Malu Leicher in der Titelrolle in den deutschen Kinos. Alle Bände der Liliane-Susewind-Reihe sind auch als Hörbücher im Argon Verlag erschienen, gelesen von Catherine Stoyan. Die Titelmusik hat Tanya Stewner beigetragen.